# Heygendorf

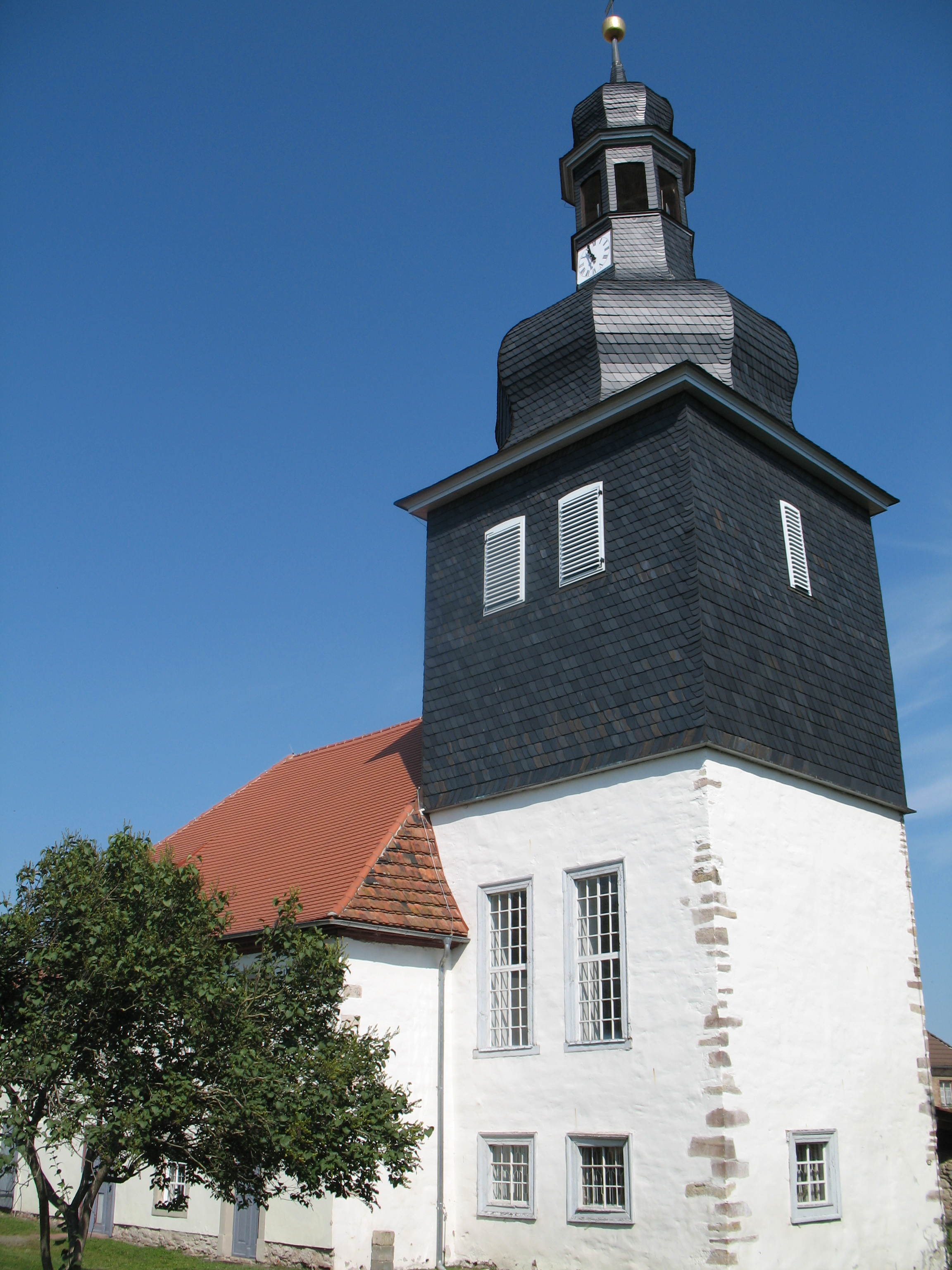
Dorfkirche

Heygendorf ist ein Ortsteil der Stadt und Landgemeinde Artern im thüringischen Kyffhäuserkreis (Deutschland). Der Ort liegt rund fünf Kilometer östlich vom Hauptort Artern an der Helme, einem Nebenfluss der Unstrut.

## Geschichte
In einem zwischen 881 und 899 entstandenen Verzeichnis der Zehnten des Klosters Hersfeld wird Heygendorf als zehntpflichtiger Ort Hachendorpf im Friesenfeld urkundlich erwähnt.
Schaafsdorf wurde sicherlich zur gleichen Zeit wie Heygendorf gegründet, jedoch erstmals 1273 als Scafsdorp urkundlich erwähnt.
Im 13. und 14. Jahrhundert unterstand Heygendorf den Grafen von Mansfeld. Nachdem die Besitzverhältnisse unter verschiedenen Grafen in der darauffolgenden Zeit mehrmals wechselten, kam es 1422 an die Wettiner. Unter deren Herrschaft stand das Dorf bis 1918. Die beiden Brüder Ulrich und Balthasar von Geusau erhielten 1451 das Rittergut Heygendorf zum Lehen. Im Besitz derer von Geusau befand es sich 357 Jahre lang. Seit dem 15. Jahrhundert gehörten die Dörfer zum Amt Allstedt im späteren Großherzogtum Sachsen-Weimar-Eisenach.
Die heutige Gestalt erhielt die Saalkirche mit ihrem eingezogenen Chorturm nach 1687.
Prominente Einwohnerin Heygendorfs war Caroline Jagemann, eine Weimarer Schauspielerin und Geliebte des Großherzogs Karl August, der ihr das Lehen Heygendorf 1809 schenkte. Damit endete die Herrschaft der von Geusau, die während ihrer Herrschaftszeit wegen ihrer Streitsucht oft eine Landplage waren. Ein Sohn von Caroline Jagemann, Wolfgang, erbte nach dem Tod der Mutter das Gut. Erst 1930 verkauften dessen Nachkommen das Eigentum. Im Jahre 1830 endete auch die Zugehörigkeit Schaafsdorfs zum Rittergut Heygendorf.
Im ersten Viertel des 20. Jahrhunderts bohrte man in der Heygendofer Flur nach Kalisalzen, gab aber bald darauf aus Wirtschaftlichkeitsgründen auf. Die Ruine des Kaliwerks Gewerkschaft Thüringen erhebt sich noch heute weithin sichtbar über Heygendorf.
1923 wurden die beiden Orte Schaafsdorf und Heygendorf zu einer Gemeinde zusammengelegt.
Mit Wirkung vom 1. Oktober 1945 wurde das bis dahin in Thüringen liegende Heygendorf dem Kreis Sangerhausen in der Provinz Sachsen zugeordnet.
Mit der Gebietsreform kam das Dorf 1952 zum Kreis Artern im Bezirk Halle der DDR (siehe Liste der Kreise der DDR) und gehört seit 1994 zum Nordthüringer Kyffhäuserkreis.
(Quelle: Verwaltungsgemeinschaft Mittelzentrum Artern
Herausgeber und Redaktion: VG Mittelzentrum Artern)
Zum 1. Januar 2019 wurde die Gemeinde Heygendorf mit der Stadt Artern/Unstrut und der Gemeinde Voigtstedt zur neuen Stadt und Landgemeinde Artern zusammengeschlossen. Bis dahin gehörte Heygendorf der Verwaltungsgemeinschaft Mittelzentrum Artern an.

### Einwohnerentwicklung
Entwicklung der Einwohnerzahl (31. Dezember):
| - 1994 – 836 - 1995 – 824 - 1996 – 809 - 1997 – 790 - 1998 – 766 - 1999 – 756 | - 2000 – 742 - 2001 – 737 - 2002 – 742 - 2003 – 721 - 2004 – 717 - 2005 – 701 | - 2006 – 679 - 2007 – 671 - 2008 – 664 - 2009 – 637 - 2010 – 616 - 2011 – 575 | - 2012 – 566 - 2013 – 557 - 2014 – 551 - 2015 – 556 - 2016 – 545 - 2017 – 536 |

Datenquelle: Thüringer Landesamt für Statistik